# 23289 Naruhirata
23289 Naruhirata è un asteroide della fascia principale. Scoperto nel 2000, presenta un'orbita caratterizzata da un semiasse maggiore pari a 2,3406516 UA e da un'eccentricità di 0,1693884, inclinata di 5,53597° rispetto all'eclittica.